# Ludwig Marxer (Rechtsanwalt)

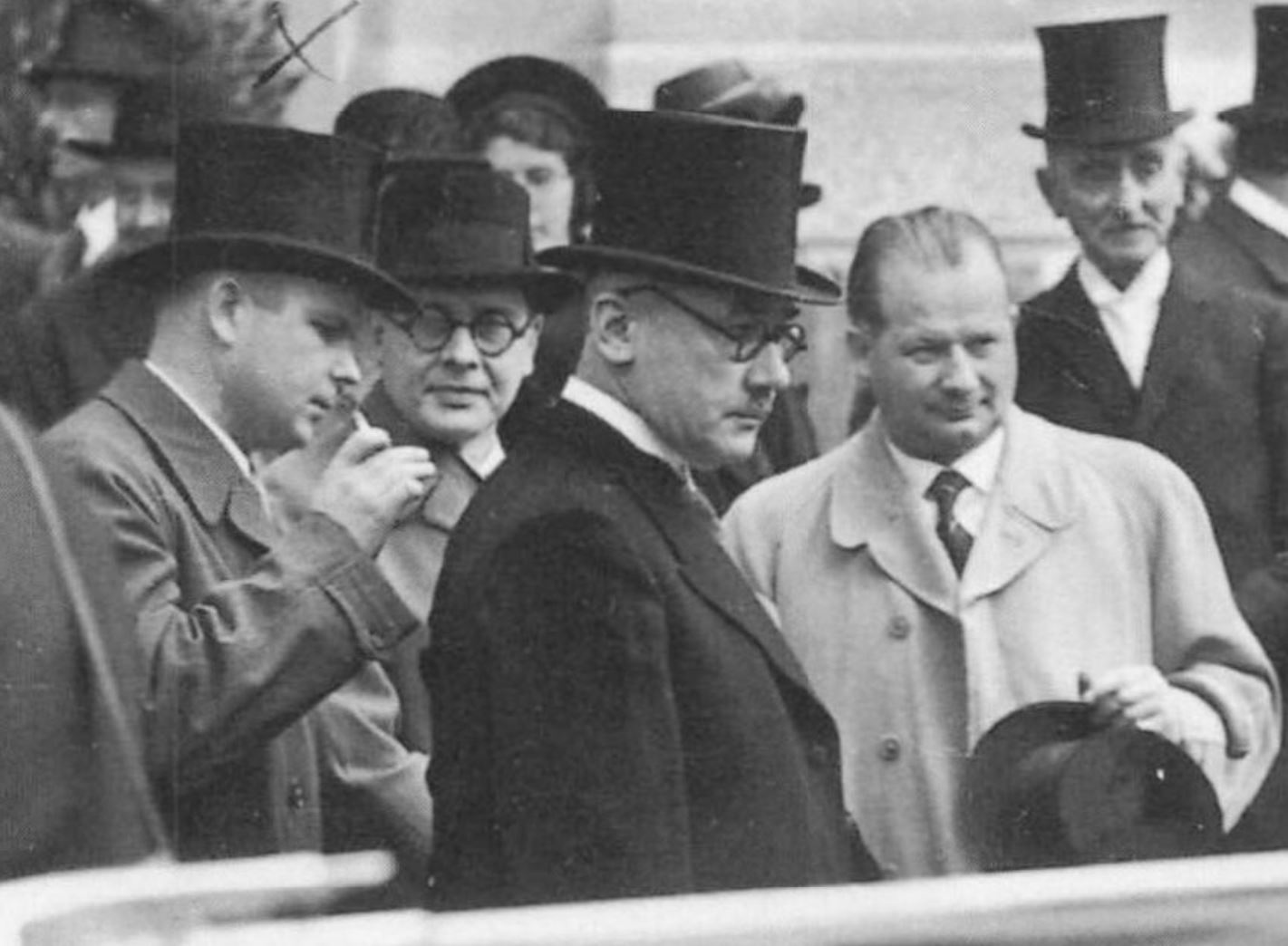
Ludwig Marxer (mit abgenommen Hut) im Kreise weiterer liechtensteinischer politischer Persönlichkeiten (um 1938)

Ludwig Marxer (* 27. April 1897 in Eschen; † 20. Februar 1962 in Vaduz) war ein liechtensteinischer Rechtsanwalt und Politiker.

## Biografie
Ludwig Marxer wurde 1897 als achtes Kind und zweiter Sohn des Tierarztes Ludwig Marxer (1855–1946) und dessen Frau Maria Anna, geb. Öhri (1864–1951), in Eschen geboren. Sein älterer Bruder und zwei Schwestern waren bereits vor seiner Geburt gestorben. Nachdem sein Vater 1898 provisorischer Landestierarzt wurde, zog die Familie nach Vaduz in dessen dortige Dienstwohnung. Marxer besuchte die Volksschule, sowie anschliessend, dank eines Stipendiums des Landesschulrates, das Jesuitengymnasium Stella Matutina in Feldkirch und wechselte dann an das Feldkircher Stadtgymnasium, wo er seine Matura ablegte. Danach studierte er Rechts- und Staatswissenschaften an der Universität Innsbruck. Dort promovierte er 1922 zum Dr. iur. und 1924 zum Dr. rer. pol. Ab 1925 gründete Marxer in Vaduz das Advokaturbüro Ludwig Marxer aus dem später die Anwaltskanzlei Marxer & Partner wurde.
Politisch engagierte er sich in der Fortschrittlichen Bürgerpartei, in welcher er zwischen 1926 und 1945 ein führender Exponent war, unter anderem bekleidete er das Amt des Parteipräsidenten. Nach der Landtagswahl im Januar 1926 konnten sich die Christlich-soziale Volkspartei und die Fortschrittliche Bürgerpartei nicht auf einen gemeinsamen Regierung einigen. Unter anderem akzeptiert die Christlich-soziale Volkspartei Marxers Kandidatur zum Regierungsrat nicht. Was schliesslich zu vorgezogene Neuwahlen im April führte.

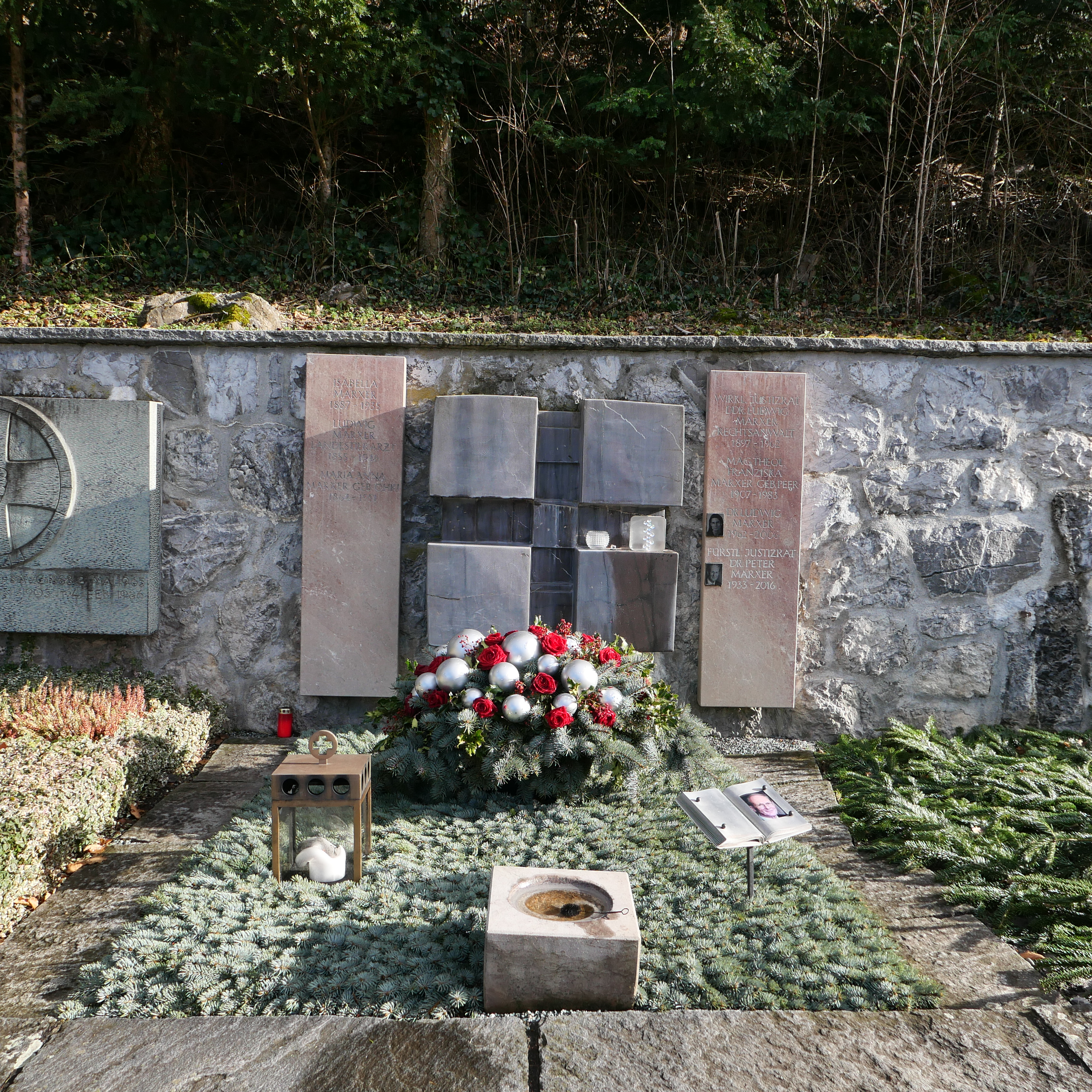
Das Familiengrab im Jahr 2024

Von 1927 bis 1928 war Marxer Redaktor des Liechtensteiner Volksblatts. Von 1928 bis 1933 fungierte er als Regierungschefstellvertreter unter dem Regierungschef Josef Hoop. Nach 1933 widmete er sich wieder verstärkt seiner Anwalttätigkeit und wurde auch als Rechtsberater der Regierung aktiv. 1937 wurde ihm der Titel «Fürstlicher Justizrat» verliehen. 1960 dann der Titel «Wirklicher Justizrat».
1932 heiratete er Franziska Peer (1907–1983), die Tochter des österreichischen Politikers und Juristen Josef Peer, welcher von 1920 bis 1921 Landesverweser des Fürstentums Liechtenstein war. Aus der Ehe gingen drei Kinder hervor, ein Sohn Peter Marxer (1933–2016), welcher später ebenfalls Rechtsanwalt wurde und nach dem Tod seines Vaters dessen Anwaltskanzlei übernahm, und zwei Töchter.
Ludwig Marxer starb 1962 an einem Schlaganfall. Er fand seine letzte Ruhestätte auf dem Friedhof von Vaduz im neben seinen Eltern und seiner älteren Schwester Isabella (1887–1935). In dem Familiengrab wurden später auch seine Frau, sein Sohn Peter und dessen Sohn Ludwig (1962–2006), der ebenfalls Anwalt sowie Krimiautor wurde, beigesetzt.